# 鳥栖市立田代中学校
鳥栖市立田代中学校（とすしりつ たしろちゅうがっこう）は、佐賀県鳥栖市田代外町にある公立中学校。

## 概要
歴史
1947年（昭和22年）の学制改革の際に、新制中学校として発足。現校名になったのは1954年（昭和29年）。2022年（令和4年）に創立75周年を迎えた。
校訓
「自主・創造・勤勉」
校章
校名の頭文字である「田」を図案化した（四つ目菱紋（家紋）のようなデザイン）ものを背景にして、中央に「中學」の文字（縦書き）を置いている。
校歌
作詞は田代中学校、作曲は陶山聡による。歌詞は3番まであり、2番の歌詞中に校名の「田代」が登場する。
通学区域と小中一貫教育
鳥栖市では、2013年（平成25年）度より、市立小中学校全校で連携型の小中一貫教育を行っている。
通学区域は以下の通りで、以下の小学校3校との間で小中一貫教育を行っている。
- 鳥栖市立田代小学校区（田代昌町、田代新町、田代上町、田代外町、田代本町、永吉町、田代大官町、加藤田町、神辺町の一部（大木川以東かつ筑紫野バイパス以南の地域）、松原町（7～11班）桜町の一部（JR九州鹿児島本線以西））
- 鳥栖市立若葉小学校区（古賀町、萱方町、浅井町、河内町、牛原町の一部（529番地～562番地）、養父町の一部（28番地1～62番地8、467番地1～505番地）、神辺町（行政区が神辺合町の地域と、大木川以東かつ筑紫野バイパス以南の地域を除く））
- 鳥栖市立弥生が丘小学校区（弥生が丘、今町、柚比町）

## 沿革
- 1947年（昭和22年）
  - 4月1日 - 田代町国民学校の高等科が青年学校普通科とともに、新制中学校「田代町立田代中学校」に改組される。初代校長は原光雄。
  - 5月3日 - 田代青年学校校舎にて開校式を挙行。
- 1948年（昭和23年）3月31日 - 青年学校が廃止される。
- 1950年（昭和25年）4月 - 木造新校舎が完成。移動教室制を採用。
- 1953年（昭和28年）2月 - 特別教室が完成。
- 1954年（昭和29年）4月1日 - 町村合併・市政施行により、「鳥栖市立田代中学校」（現校名）と改称。
- 1956年（昭和31年）3月 - 校門が完成。
- 1958年（昭和33年）3月 - 移動教室制を廃止。
- 1960年（昭和35年）3月 - 体育館が完成。
- 1963年（昭和38年）4月 - 普通教室（4教室）の増築を完了。
- 1964年（昭和39年）4月 - 技術室が完成。
- 1975年（昭和50年）9月 - プールが完成。
- 1982年（昭和57年）4月 - 音楽室を増築。
- 1984年（昭和59年）
  - 2月 - 鉄筋コンクリート造新校舎（普通教室20）が完成。
  - 3月 - 鉄筋コンクリート造新校舎（管理棟）および新体育館が完成。
  - 4月 - 新校舎落成式を挙行。
  - 8月 - 木造旧校舎を解体。
- 1990年（平成2年）12月 - パソコン室を設置。
- 1997年（平成9年）3月 - 新プールが完成。
- 2008年（平成20年）
  - 2月 - 給食用パントリーが完成。
  - 8月 - 中学校給食が開始。
- 2015年（平成27年）から 2017年（平成29年）までの間 - 大規模改修工事が完了。
- 2021年（令和3年）
  - 6月 - 通級指導教室を新設。
  - 9月 - 完全給食を開始。
- 2022年（令和4年）4月 - コミュニティ・スクールが発足。
- 2023年（令和5年）4月 - 制服をブレザー型に改定。

## 部活動
運動部
- 軟式野球部
- 陸上競技部(長距離・短距離)
- ソフトテニス部
- バレーボール部
- バスケットボール部
- 卓球部
- 空手道部
- 器械体操部

文化部
- 吹奏楽部
- 美術部
- パソコン部

## 著名な出身者
- 佐々木精一郎（1968年メキシコ五輪マラソン日本代表）
- 飛松誠（陸上競技選手）
- 松雪泰子（女優）

## 交通アクセス
最寄りの幹線道路
- JR九州 鹿児島本線 「田代駅」

最寄りの幹線道路
- 国道34号 「大木」交差点

## 周辺
- アカデミー看護専門学校
- 鳥栖キユーピー株式会社
- 佐賀県立香楠中学校・鳥栖高等学校